# 助信町
助信町（すけのぶちょう）は静岡県浜松市中央区の町名。丁番を持たない単独町名である。住居表示実施。

## 地理
曳馬地区の南部に位置する。町内の北側を曳馬川が流れ、東側を遠州鉄道線が通る。

### 河川
- 曳馬川

### 学区
- 浜松市立曳馬小学校
- 浜松市立曳馬中学校

## 歴史

### 沿革
- 1889年（明治22年）4月1日 - 町村制の施行により、敷知郡助信村が周辺の村と合併し、敷知郡曳馬下村となる。旧村名は曳馬下村の大字として残る[WEB 6]。
- 1891年（明治24年）6月11日 - 曳馬下村が曳馬村に改称する。
- 1896年（明治29年）4月1日 - 郡制の施行により、曳馬村の所属郡が浜名郡に変更となる。
- 1934年（昭和9年）2月11日 - 曳馬村が町制施行し、曳馬町となる。
- 1936年（昭和11年）2月11日 - 曳馬町が浜松市に編入される。
- 1963年（昭和38年）6月11日 - 助信派出所をはじめ周辺五派出所を統合して柳通交番が開設される。
- 1965年（昭和40年）11月1日 - 助信町の一部が中沢町に編入される。
- 1981年（昭和56年）6月1日 - 高林町・助信町の各一部を合わせて高林二丁目が成立。
- 2002年（平成14年）11月1日 - 助信町が新津町の一部を編入するとともに、住居表示を実施。
- 2007年（平成19年）4月1日 - 浜松市が政令指定都市となる。助信町は中区の一部となる。
- 2024年（令和6年）1月1日 - 浜松市の行政区再編により、助信町は中央区の一部となる。

## 施設
- 静岡県警察浜松中央警察署柳通交番
- 遠州鉄道助信駅
- JAとぴあ浜松助信支店
- マックスバリュ浜松助信店

## 交通

### 鉄道
- 遠州鉄道線：（新浜松 方面 - ）助信（ - 西鹿島 方面）

### バス
- 遠鉄バス2早出線：（浜松駅 - ）柳通り（ - 早出上公園・イオンモール浜松市野 方面）

### 道路
- 浜松市道中野町三方原線（柳通り）
- 浜松市道曳馬中田島線（電車通り）
- 元浜曳馬1号線（楽器中通り）

## その他

### 警察
警察の管轄区域は以下の通りである。
| 番・番地等 | 警察署         | 交番・駐在所 |
| ---------- | -------------- | ------------ |
| 全域       | 浜松中央警察署 | 柳通交番     |

### 消防
消防の管轄区域は以下の通りである。
| 番・番地等 | 消防署   | 本署/出張所 |
| ---------- | -------- | ----------- |
| 全域       | 中消防署 | 本署        |

### WEB
1. 1 2  人口統計ラボ (2022年2月10日). “静岡県浜松市中区 - 人口総数及び世帯総数”. 2024年6月20日閲覧。
2. ↑  “静岡県 浜松市中央区 助信町の郵便番号 - 日本郵便”.   日本郵便. 2025年2月15日閲覧。
3. ↑  “市外局番の一覧” (PDF).   総務省 (2022年3月1日). 2024年6月19日閲覧。
4. ↑  “事業所案内及び管轄地域（事務所3件、分室3件）”.   一般社団法人静岡県自動車会議所. 2024年6月19日閲覧。
5. ↑  “zissiitiran1.pdf”.   浜松市 (2024年1月4日). 2024年6月19日閲覧。
6. ↑  “historyofcities.pdf”.   静岡県総務部合併推進室・財団法人静岡県市町村振興協会. 2024年9月18日閲覧。
7. ↑  “柳通交番｜静岡県警察”.   静岡県警察 (2024年1月1日). 2024年6月19日閲覧。
8. ↑  “消防署の町別管轄「す」／浜松市”.   浜松市 (2020年3月25日). 2024年6月19日閲覧。